# Марія Софія Нойбурзька
Марія Софія Єлизавета Нойбурзька (нім. Marie Sophie von Neuburg, порт. Maria Sofia de Neuburgo; 6 серпня 1666, палац Бенрат, Дюссельдорф, Курпфальц — 4 серпня 1699, палац Рібейра, Лісабон, Португалія) — королева-консорт Португалії за шлюбом із королем Педру II. Німецька принцеса з династії Віттельсбахів, дочка курфюрста Філіппа Вільгельма та Єлизавети Амалії Гессен-Дармштадтської. Мати короля Жуана V.

## Ранні роки
Марія Софія Єлизавета народилася у палаці Бенрат поблизу Дюссельдорфа. Її батько, Філіпп Вільгельм, був герцогом Бергу та Юліху, а з 1685 року — курфюрстом Пфальцу. У грудні 1676 року її сестра, Елеонора Магдалена, була видана заміж за імператора Священної Римської імперії Леопольда I, що мав до того два шлюби, які, проте, виявилися бездітними. Елеонора Магдалена народила імператорові багатьох дітей, двох з яких пізніше стали імператорами Йосифом I та Карлом VI.
Подібна криза престолонаступництва була в Португалії. Ізабелла Луїза, принцеса де Бейра, наступниця престолу та єдина дитина короля Педру II, була бездітною, і, крім того, багато європейських монархів відмовили їй у шлюбі через її хворобливість та суворі правила престолонаслідування в Португалії. У результаті португальський посол Мануель да Сільва Телес був відправлений до Гайдельберґа просити руки принцеси Марії Софії за підтримки імператриці Елеонори Магдалени. Посольство покинуло Лісабон 8 грудня 1686 року, а 22 травня наступного року було укладено шлюбну угоду. Було погоджено виплату приданого в розмірі 100 тисяч флоринів.

## Королева Португалії
Після шлюбу за дорученням, який відбувся 2 липня 1687 року в Гайдельберґу, Марія Софія покинула Німеччину у серпні того ж року. Вона їхала уздовж Рейну, щоб отримати почесті у всіх монарших дворах по річці. У Брілі Марія Софія сіла на англійський корабель, переданий у її розпорядження за наказом короля Якова II. Під охороною англійського флоту судно пливло до Плімута разом з Генрі Фіцроєм — сином покійного короля Карла II. Нова королева прибула до Лісабона 12 серпня 1687 року, де відбувалися святкування на її честь. Того ж дня архієпископ Лісабона одружив Педру II з Марією Софією в палаці Рібейра. Король Франції Людовик XIV був засмучений рішенням короля Португалії одружитися із німецькою, а не французькою принцесою.
Молода королева швидко зблизилася зі своєю падчеркою, Ізабеллою Луїзою, що була менш ніж на три роки молодша за Марію Софію. Її також кохав чоловік, якому королева народила сина менш ніж за рік після укладення шлюбу. Дитина прожила тільки три тижні, проте за рік Марія Софія народила іншого сина, який успадкував батьківський престол як Жуан V. У дорослому віці він одружився зі своєю двоюрідною сестрою і племінницею своєї матері — Марією Анною Австрійською, дочкою імператора Леопольда I та Елеонори Магдалени.
Марію Софію описували як ніжну жінку, і король нібито ставився до неї з повагою. Хоча вона сперечалася із овдовілою сестрою свого чоловіка Катериною Браганса щодо етикету, джерела описують Марію Софію як популярну в народі королеву, яка була щедрою та допомагала лісабонським біднякам. Її благочестива поведінка також зробила її популярною королевою. Марія Софія часто співпрацювала з благодійними товариствами, що допомагали вдовам і сиротам, і дозволила бідним пацієнтам лікуватися при королівському палаці. У неї були інтимні стосунки з отцем Бартоломео де Кенталем. У Бежі королева профінансувала відкриття францисканської школи.
Марія Софія померла у Лісабоні від лихоманки, можливо, симптому бешихи, 4 серпня 1699 року, за два дні до свого тридцять третього дня народження. Похована у монастирі Сан-Вісенте-де-Фора в Лісабоні.

## Діти
У шлюбі короля Педру II та Марії Софії народилося восьмеро дітей:
- Жуан (†1688), принц Бразилії;
- Жуан (1689—1750), майбутній король Португалії Жуан V;
- Франсішку (1691—1742), герцог Бежа, коннетабль Португалії, Великий пріор Крато, пріор лицарів Мальти;
- Франсішка Ксав'єра (1694), померла у дитинстві;
- Антоніу (1696—1757);
- Тереза Марія (1696—1704), померла в дитинстві;
- Мануел (1697—1766), граф Орен;
- Франсішка Жозефа (1699—1736).